# Love Ire & Song
Love Ire & Song è il secondo album in studio del cantautore britannico Frank Turner, pubblicato nel 2008.

## Tracce
Testi e musiche di Frank Turner.
1. I Knew Prufrock Before He Got Famous – 3:13
2. Reasons Not to Be an Idiot – 3:49
3. Photosynthesis – 4:12
4. Substitute – 2:46
5. Better Half – 5:02
6. Love Ire & Song – 4:21
7. Imperfect Tense – 2:37
8. To Take You Home – 3:49
9. Long Live the Queen – 3:27
10. A Love Worth Keeping – 4:17
11. St Christopher Is Coming Home – 3:10
12. Jet Lag – 5:08